# Institut polytechnique de Worcester
L'Institut polytechnique de Worcester (Worcester Polytechnic Institute, WPI) est une université de recherche privée à Worcester, spécialisée dans l'enseignement et la recherche des arts techniques et des sciences appliquées.
Fondé en 1865 à Worcester, le WPI était l'une des premières universités d'ingénierie et de technologie des États-Unis et compte 14 départements universitaires avec plus de 50 programmes de premier et deuxième cycles en sciences, ingénierie, technologie, gestion, sciences sociales et sciences humaines et arts, menant à des diplômes de licence, de maîtrise et de doctorat. La faculté du WPI travaille avec des étudiants dans un certain nombre de domaines de recherche, notamment la biotechnologie, les piles à combustible, la sécurité de l'information, la métrologie de surface, le traitement des matériaux et la nanotechnologie. Il est classé parmi «R1: Universités doctorales - Haute activité de recherche»

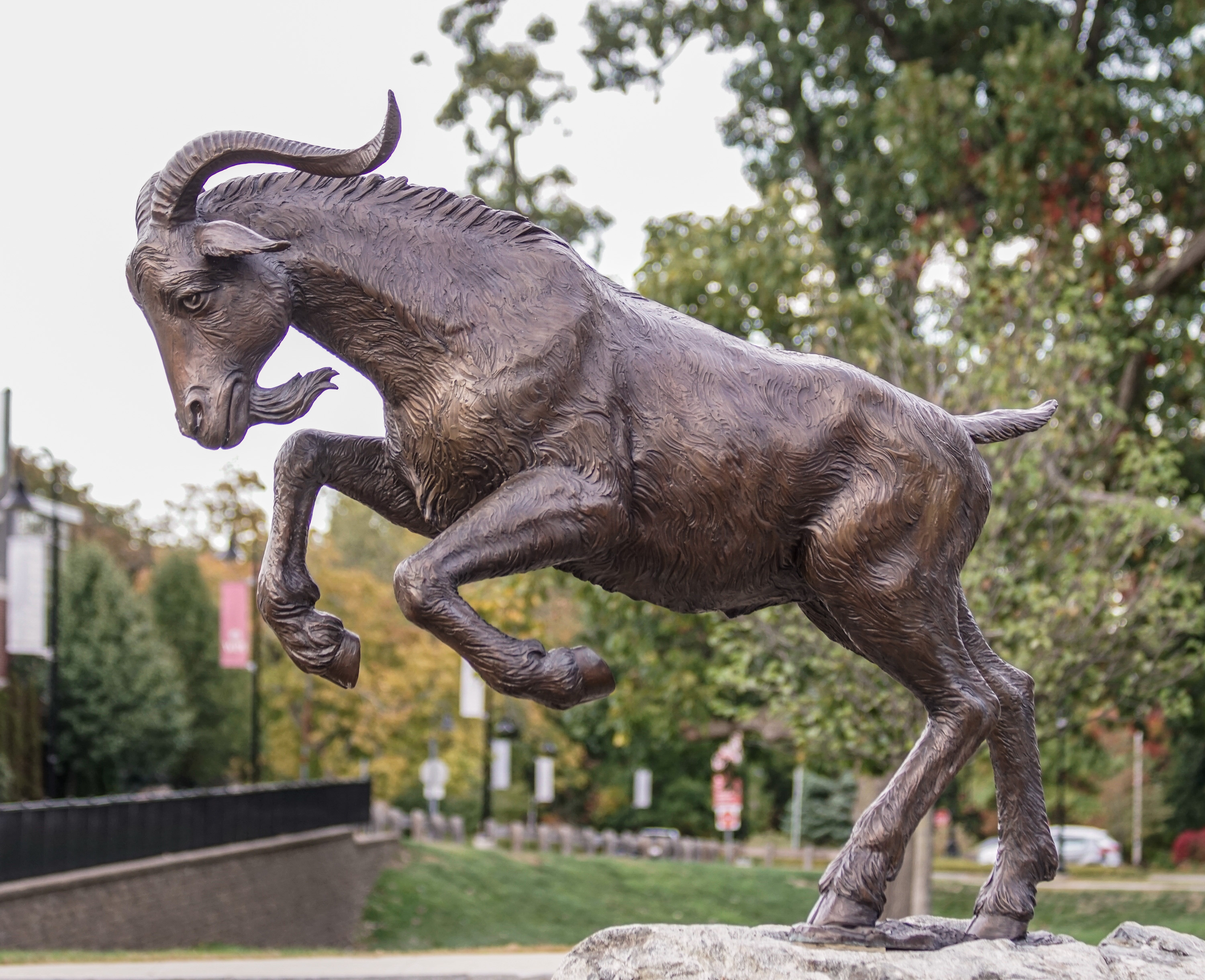
Gompei la chèvre.

## Anciens étudiants

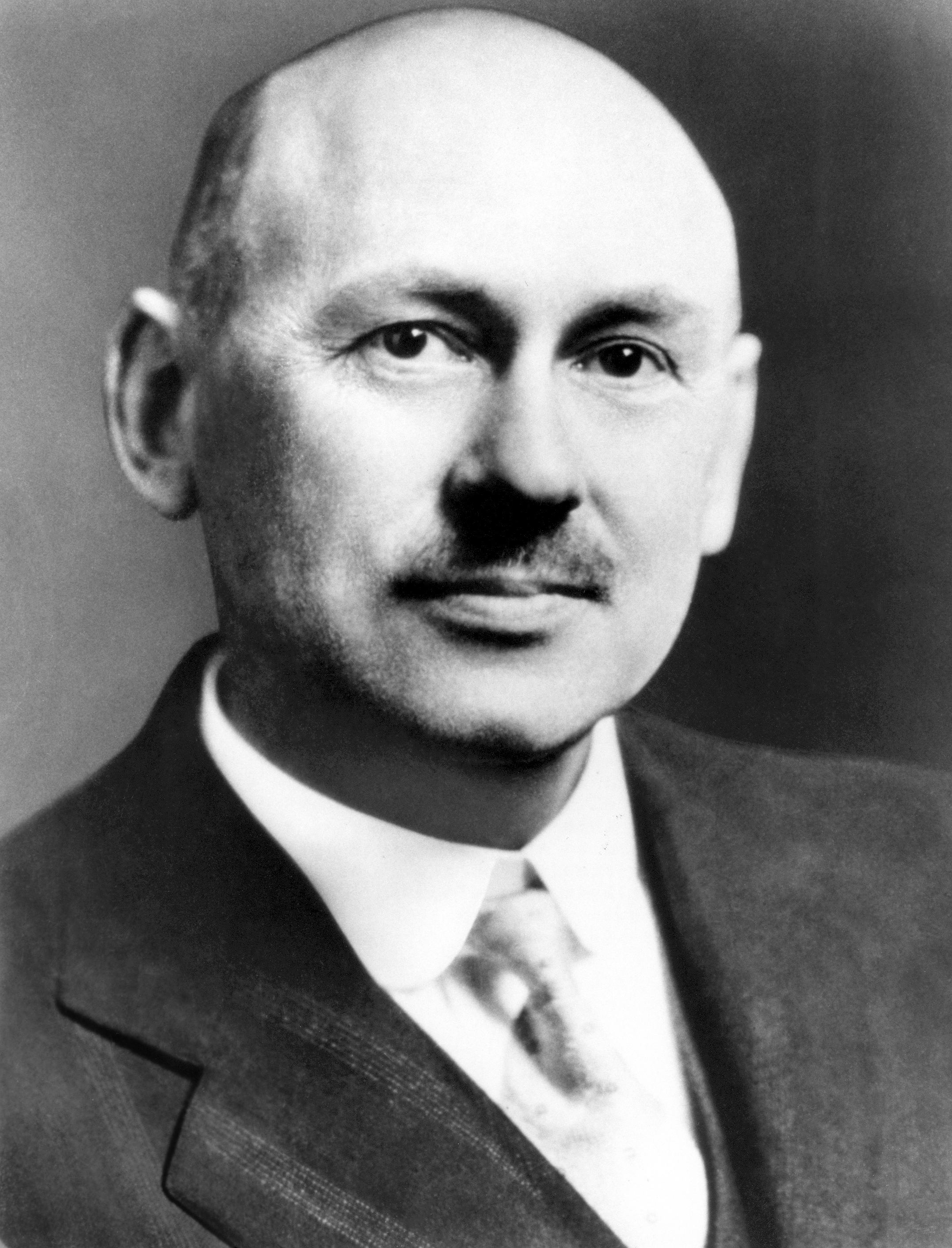
Robert Goddard
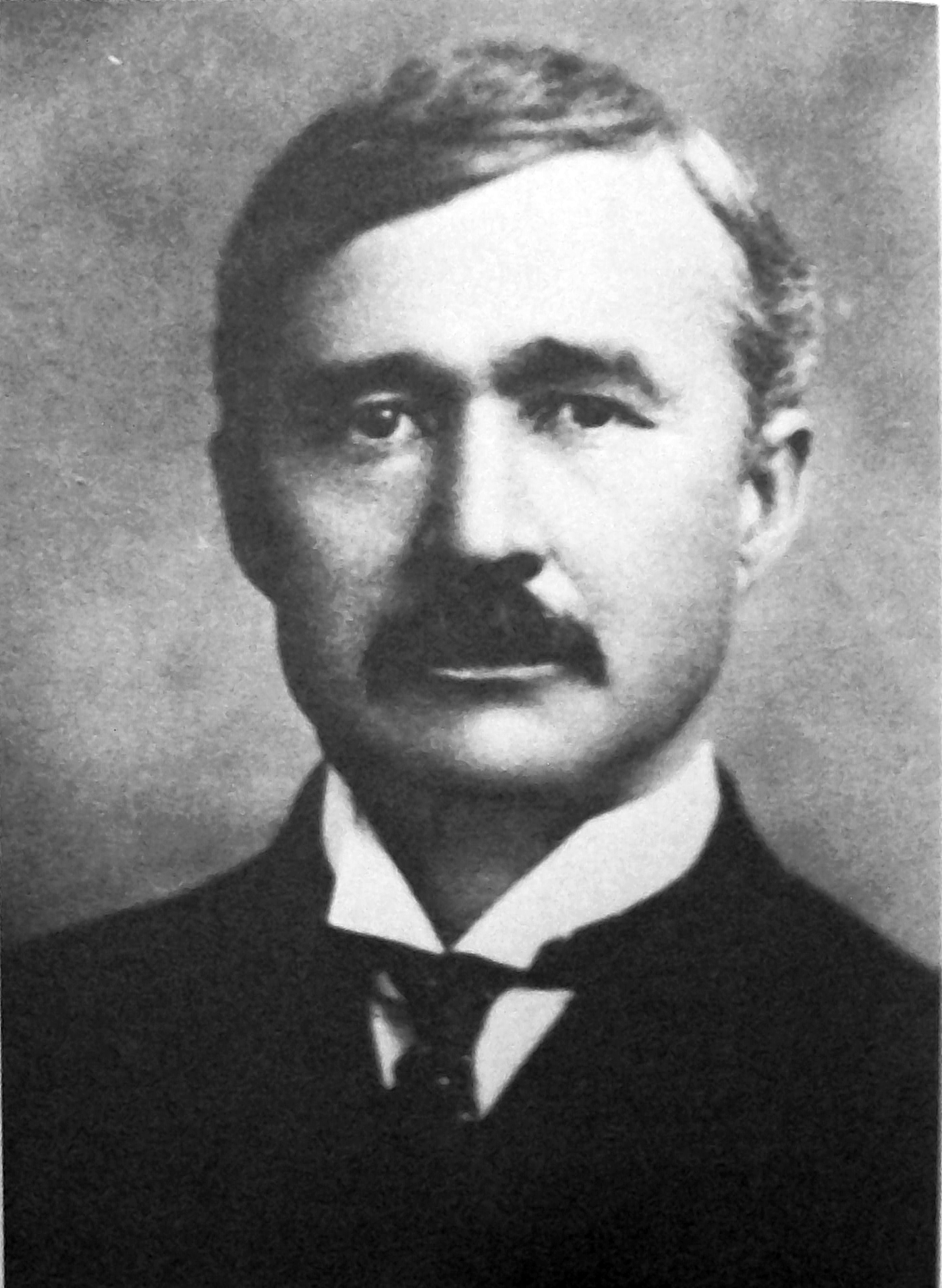
Elwood P. Haynes
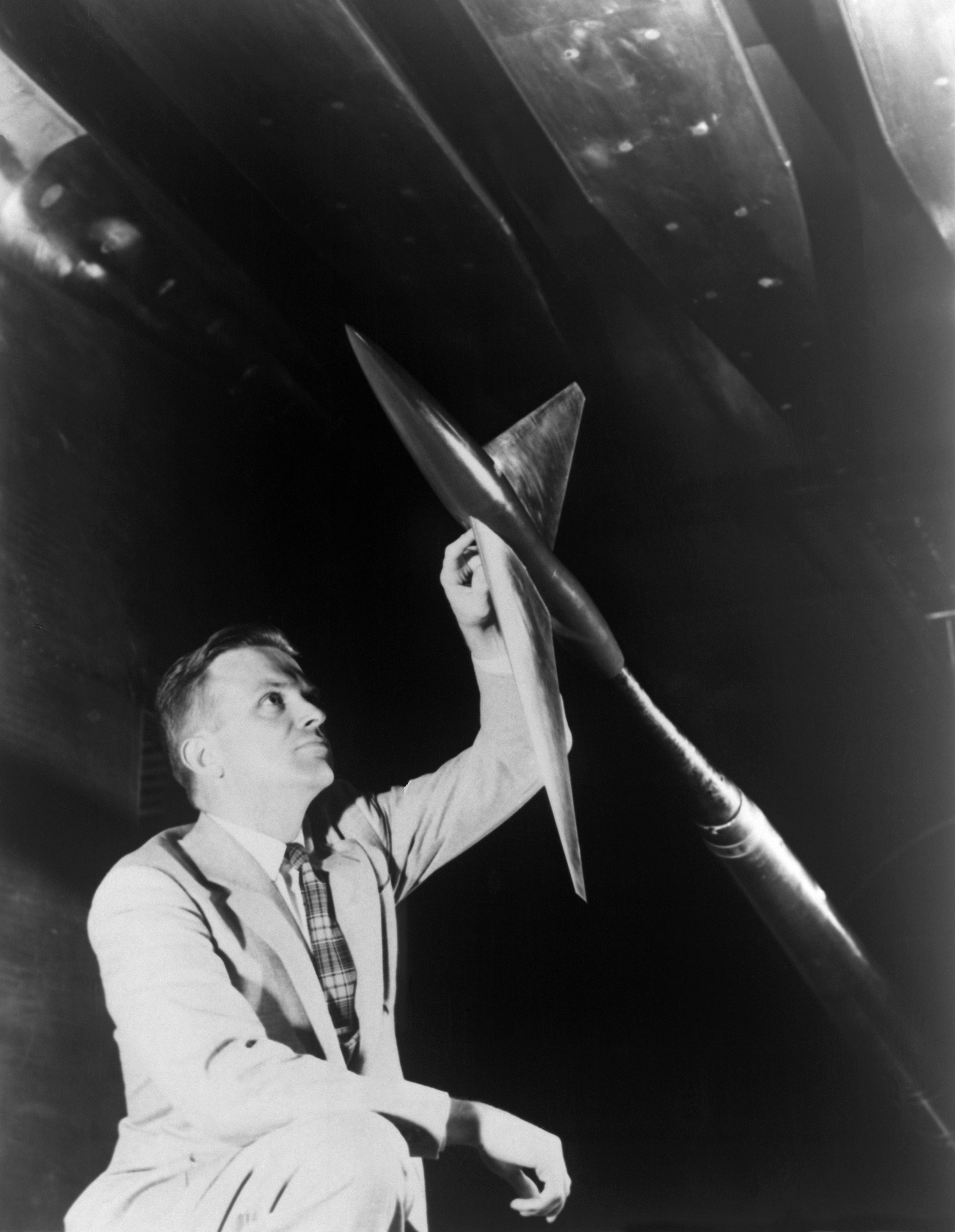
Richard T. Whitcomb
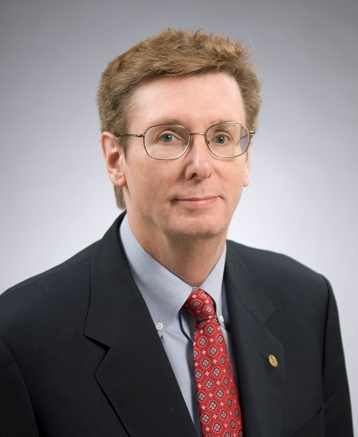
Curtis R. Carlson
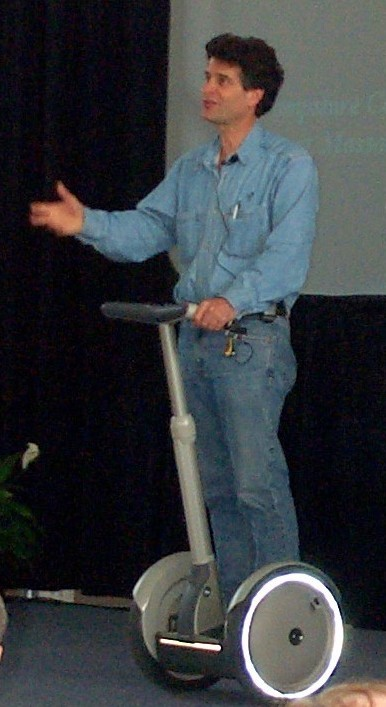
Dean Kamen
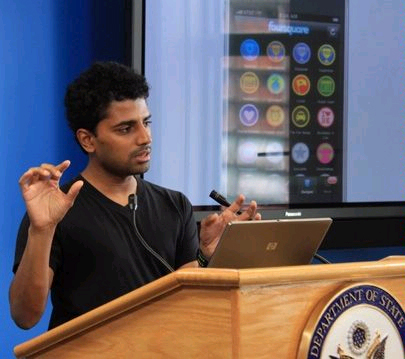
Naveen Selvadurai (en)
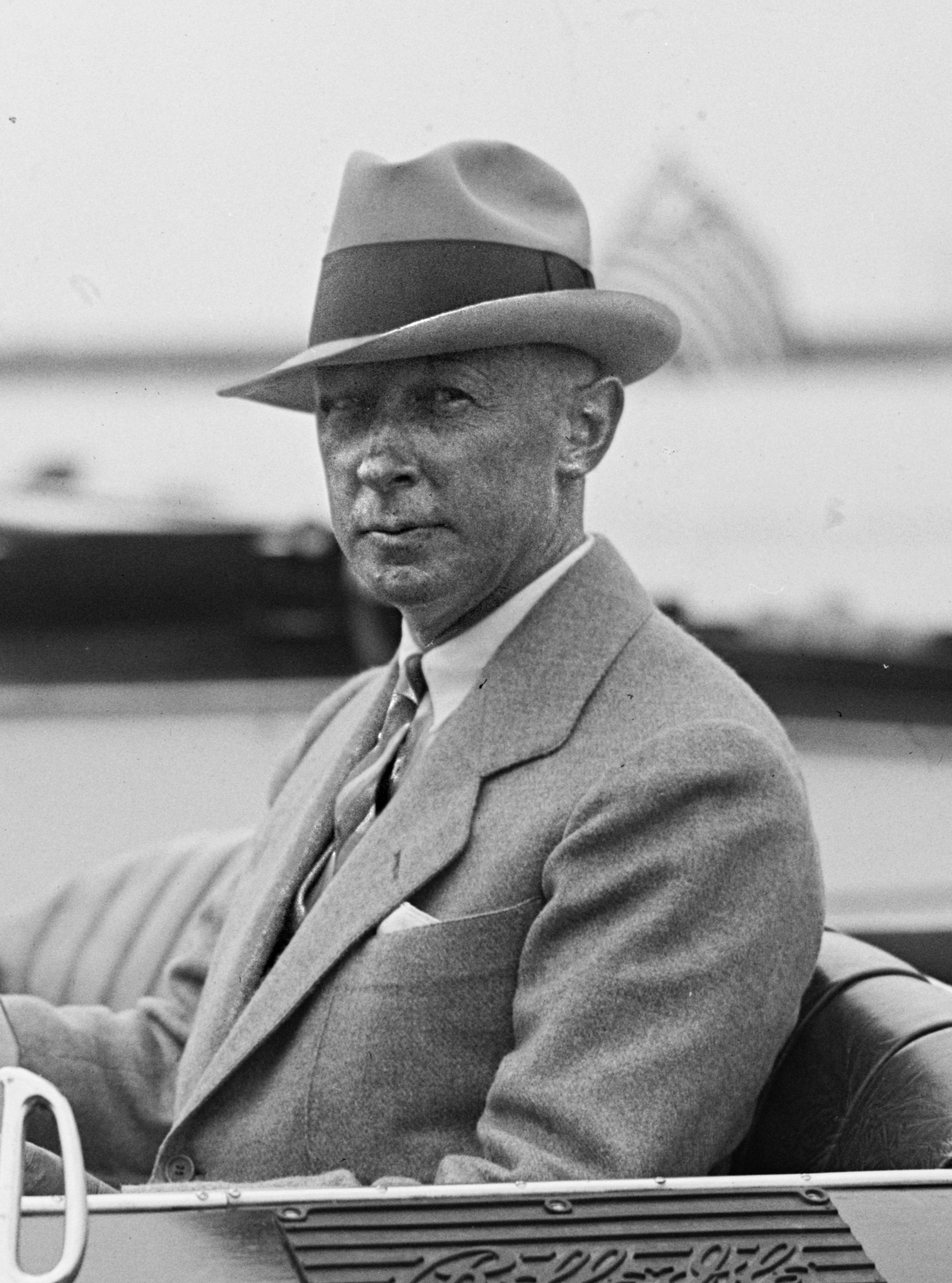
A. Atwater Kent

## Enseignants
WPI a employé plusieurs professeurs dont les réalisations les ont rendus remarquables à travers le pays et le monde.
- En 1995, le professeur de biologie David S. Adams a été le premier à créer une souris souffrant de la maladie d'Alzheimer.
- L'ancien professeur d'histoire des sciences et de technologie Michael Sokal est actuellement président de l'History of Science Society.
- Kaveh Pahlavan, professeur de génie électrique et informatique et directeur du Center for Wireless Information Network Studies (en) (CWINS) qui, dans les années 1990, a contribué au développement des protocoles sans fil 802.11.
- Richard H. Gallagher, ancien professeur de génie mécanique et vice-président des affaires académiques, a été l'un des initiateurs de la méthode des éléments finis.
- Umberto Mosco, professeur de sciences mathématiques et éponyme de la convergence Mosco.
- George Phillies, professeur de physique et candidat  libertaire à la présidence aux élections de 2008.
- Le professeur actuel de pratique, James Lyneis, est président de la System Dynamics Society. Il est le troisième membre du corps professoral du WPI à occuper ce poste, les deux autres étant Michael J. Radzicki (président du SDS 2006) et Khalid Saeed (président du SDS 1995).
- Brian Moriarty, professeur de médias interactifs et de développement de jeux.
- Albert Sacco Jr, astronaute, ancien professeur de génie chimique et chef de département. A été spécialiste de la charge utile lors de la mission STS-73 en 1995.
- Joseph Mancuso (promotion 1963) est devenu le plus jeune chef de département de WPI lorsqu'il a repris le programme de gestion WPI après avoir obtenu un MBA à Harvard. Mancuso est devenu un auteur à succès dans le domaine des affaires et a fondé le CEO Clubs International, dont il est président et chef de la direction.